# Le Pacte des elfes-sphinx
Le Pacte des elfes-sphinx est la première série publiée par la romancière québécoise Louise Gauthier. Il s'agit d'une œuvre de fantasy, destinée à un public de 16 ans et plus. L'œuvre, apparentée au genre médiéval fantastique, dépeint un monde imaginaire tout en abordant des thèmes contemporains tels que les aléas des relations amoureuses, les conflits parents-enfants, la détresse psychologique et la quête d'une vie en harmonie avec la nature.
La trilogie relate les aventures de Mélénor, le roi du pays de Gohtes. Ce souverain, mi-humain, mi-elfe-sphinx, entraîne le lecteur dans des péripéties qui s'étendent sur une période d'environ un quart de siècle. À travers leurs périples, les personnages qui entourent le héros sillonnent le continent d'Anastavar.

## À propos des elfes-sphinx
Les elfes-sphinx (aussi appelés Longs-Doigts) appartiennent à la branche elfique de la race originelle des Ejbälas, race qui a été persécutée et anéantie par les humains. La lignée des elfes-sphinx porte ce nom en raison de ses lointains ancêtres : les sphinx. Les Longs-Doigts possèdent aussi une marque vivante, incrustée dans leur corps, qui est désignée sous le nom de "sphinx". Cette marque crée un lien entre l'elfe-sphinx et l'espèce animale, végétale ou minérale qu'il protège contre les tendances destructrices des humains. En échange de cette promesse de pérennité, l'espèce protégée accorde à son hôte des talents qui l'aident à vivre en harmonie avec la nature : cette alliance est scellée par le pacte des elfes-sphinx. La longévité des elfes-sphinx peut atteindre plusieurs siècles.
Au cours des dernières années, Danze avait demandé audience auprès des astres et des représentants des espèces animales, végétales et minérales pour leur proposer un pacte : « Par le pouvoir des sphinx, les elfes magiciens porteront, dans leur corps, l’essence d’une espèce qui se trouvera ainsi protégée de la folie des hommes ; elle deviendra une espèce sacrée. En échange, l’espèce sacrée paiera un tribut à l’elfe porteur ; elle lui transférera des qualités qui l’aideront à vivre en harmonie avec la nature. »

## La communauté des elfes-sphinx
Les elfes-sphinx respectent la nature et recherchent l'harmonie. Contrairement aux métissés, les Longs-Doigts au sang pur ne peuvent pas vivre longtemps à proximité des régions habitées par les humains.
| Nom du clan        | Famille   | Habitat                            | Couleur associée       |
| ------------------ | --------- | ---------------------------------- | ---------------------- |
| Clan des rives     | Ysonia    | Mers et océans                     | Bleu                   |
| Clan des cavernes  | Doboquart | Cavernes et profondeur de la terre | Ocre                   |
| Clan des sommets   | Elomar    | Montagnes et ciel                  | Blanc                  |
| Clan des bois      | Synhova   | Forêts                             | Vert foncé             |
| Clan des rivières  | Cozarone  | L'eau vive                         | Gris argenté           |
| Clan des vallées   | Ochfili   | Champs, prés, savanes              | Vert tendre            |
| Clan des rebelles  | Jynabör   | Feu et volcans                     | Noir ou rouge          |
| Clan des magiciens | Loxillion | Occulte                            | Selon l'ordre de magie |

## Années de publication

### Le Pacte des elfes-sphinx (première édition - 2005 à 2007)
- Tome 1 : Mélénor de Gohtes • Roman FY • Boucherville, Les Éditions de Mortagne, 448 pages, 2005.
- Tome 2 : L'Héritière des silences • Roman FY • Boucherville, Les Éditions de Mortagne, 639 pages, 2006.
- Tome 3 : La Déesse de cristal • Roman FY • Boucherville, les Éditions de Mortagne, 703 pages, 2007.

### Le Pacte des elfes-sphinx (réédition - 2021)
- Tome 1 : Mélénor de Gohtes • Roman FY • Saint-Bruno-de-Montarville, Les Éditions Goélette et Coup d’œil, 304 pages, 2021.
- Tome 2 : L'Héritière des silences • Roman FY • Saint-Bruno-de-Montarville, Les Éditions Goélette et Coup d’œil, 480 pages, 2021.
- Tome 3 : La Déesse de cristal • Roman FY • Saint-Bruno-de-Montarville, Les Éditions Goélette et Coup d’œil, 504 pages, 2021.